# کوموروف ۱۸۳۶
سیارک ۱۸۳۶ (به انگلیسی: 1836 Komarov، نامگذاری:1971OT) هزار و هشتصد و سی و ششمین سیارک کشف شده‌است که در ۲۶ ژوئیه ۱۹۷۱ کشف شد.
قدر مطلق سیارک برابر ۱۱٫۳۰ است.